# Catarman (Camiguin)
Catarman ist eine philippinische Stadtgemeinde in der Provinz Camiguin. Sie hat 16.798 Einwohner (Zensus 1. August 2015).

## Baranggays
Catarman ist administrativ in 14 Baranggays unterteilt:
- Alga
- Bonbon
- Bura
- Catibac
- Compol
- Lawigan
- Liloan
- Looc
- Mainit
- Manduao
- Panghiawan
- Poblacion
- Santo Niño
- Tangaro